# Metopocoilus picticornis
Metopocoilus picticornis är en skalbaggsart som beskrevs av Julius Melzer 1923. Metopocoilus picticornis ingår i släktet Metopocoilus och familjen långhorningar. Inga underarter finns listade i Catalogue of Life.